# Goniec Krakowski (1939–1945)
Goniec Krakowski – niemiecki gadzinowy polskojęzyczny dziennik informacyjno-propagandowy wydawany przez władze okupacyjne Generalnego Gubernatorstwa. Ukazywał się od października 1939 do stycznia 1945.
Siedziba redakcji i drukarni „Gońca” w Krakowie mieściła się w Pałacu Prasy przy ulicy Wielopole 1.

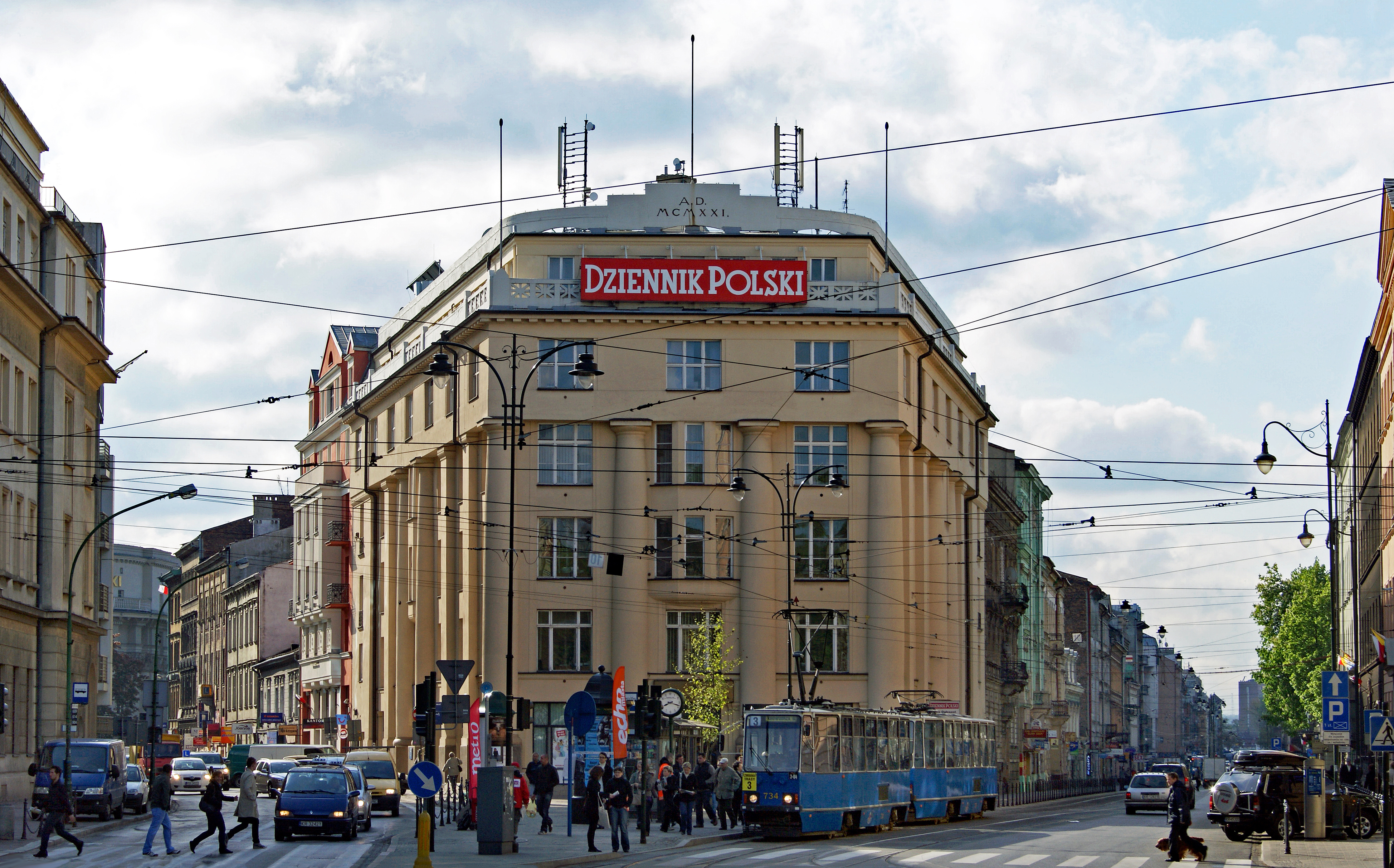
Pałac Prasy przy ulicy Wielopole 1, w czasie okupacji siedziba redakcji i drukarni „Gońca Krakowskiego”. Zdjęcie wykonano w 2011.

Goniec Krakowski był kolportowany w dystrykcie krakowskim. Nowy Głos Lubelski był de facto mutacją Gońca dla dystryktu lubelskiego, a Dziennik Radomski dla radomskiego.

## „Goniec Krakowski” ozbrodni katyńskiej
Goniec Krakowski odegrał ważną rolę w ujawnianiu społeczeństwu polskiemu losów polskich jeńców wojennych, przebywających w rękach Sowietów. Po odkryciu masowych grobów w lesie katyńskim to właśnie między innymi na łamach tej gadzinówki - równolegle z „Nowym Kurierem Warszawskim” - cyklicznie publikowane były listy ofiar zbrodni katyńskiej wraz z opisem znalezionych przy nich rzeczy. Ze względu na powyższe gadzinówka ta stanowi ważne źródło historyczne.

### Galeria
Wybór z nr-ów 88-171 (15 kwietnia-25-26 lipca 1943)

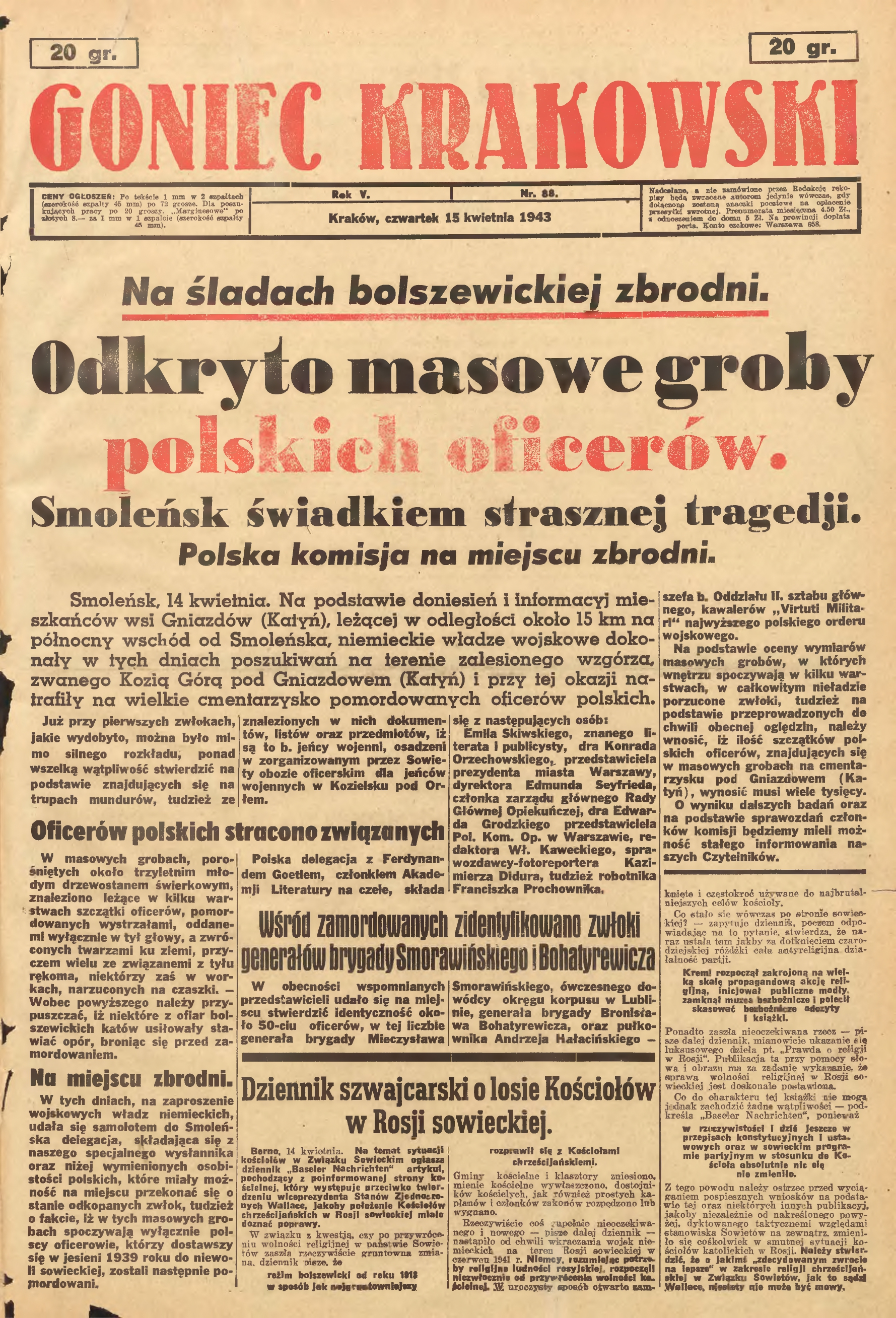
Nr 88, str 1, pierwsza informacja o odkryciu masowych grobów
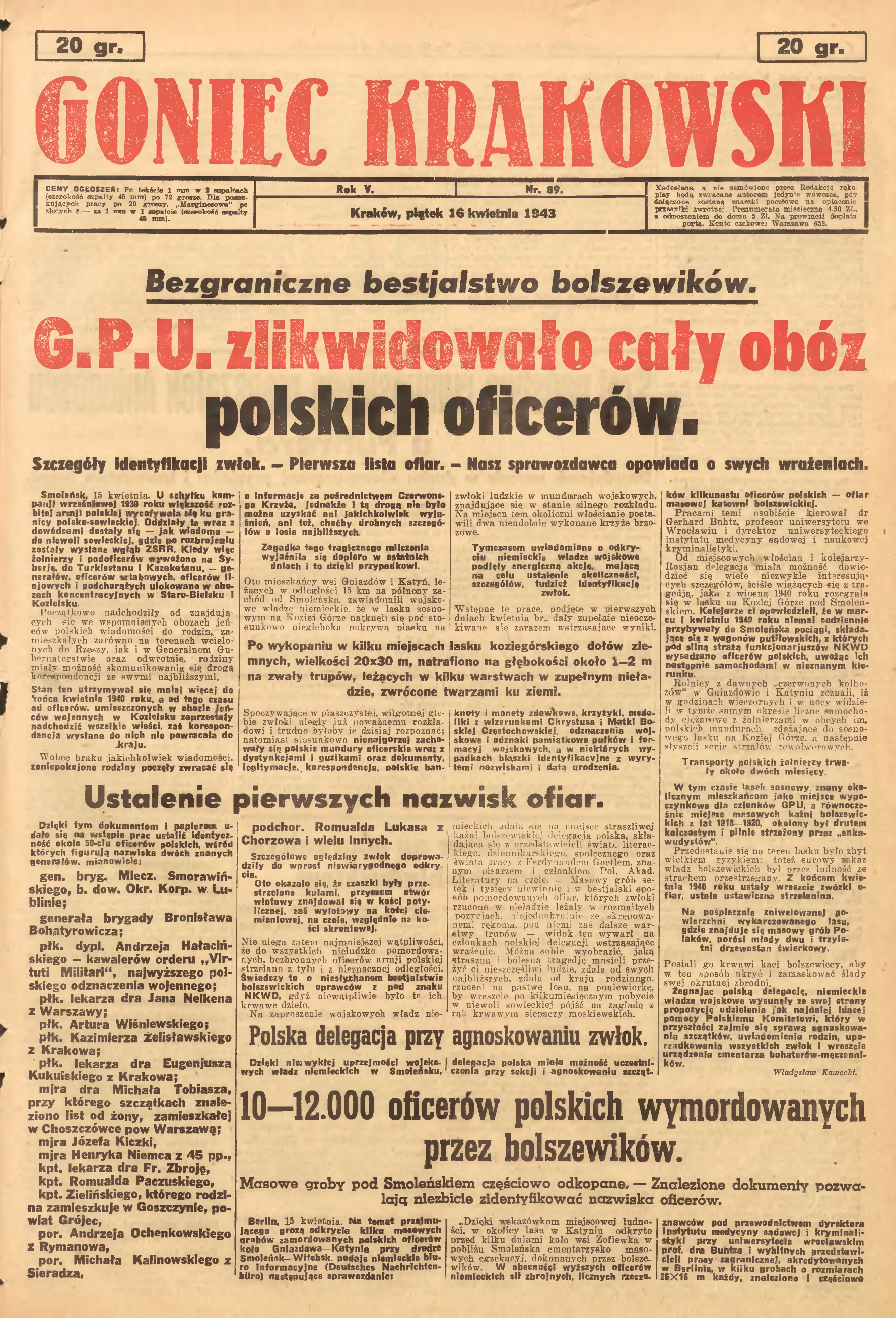
Nr 93, str. 1, o identyfikacji zwłok i przedruk artykułu z polskiej prasy w Argentynie
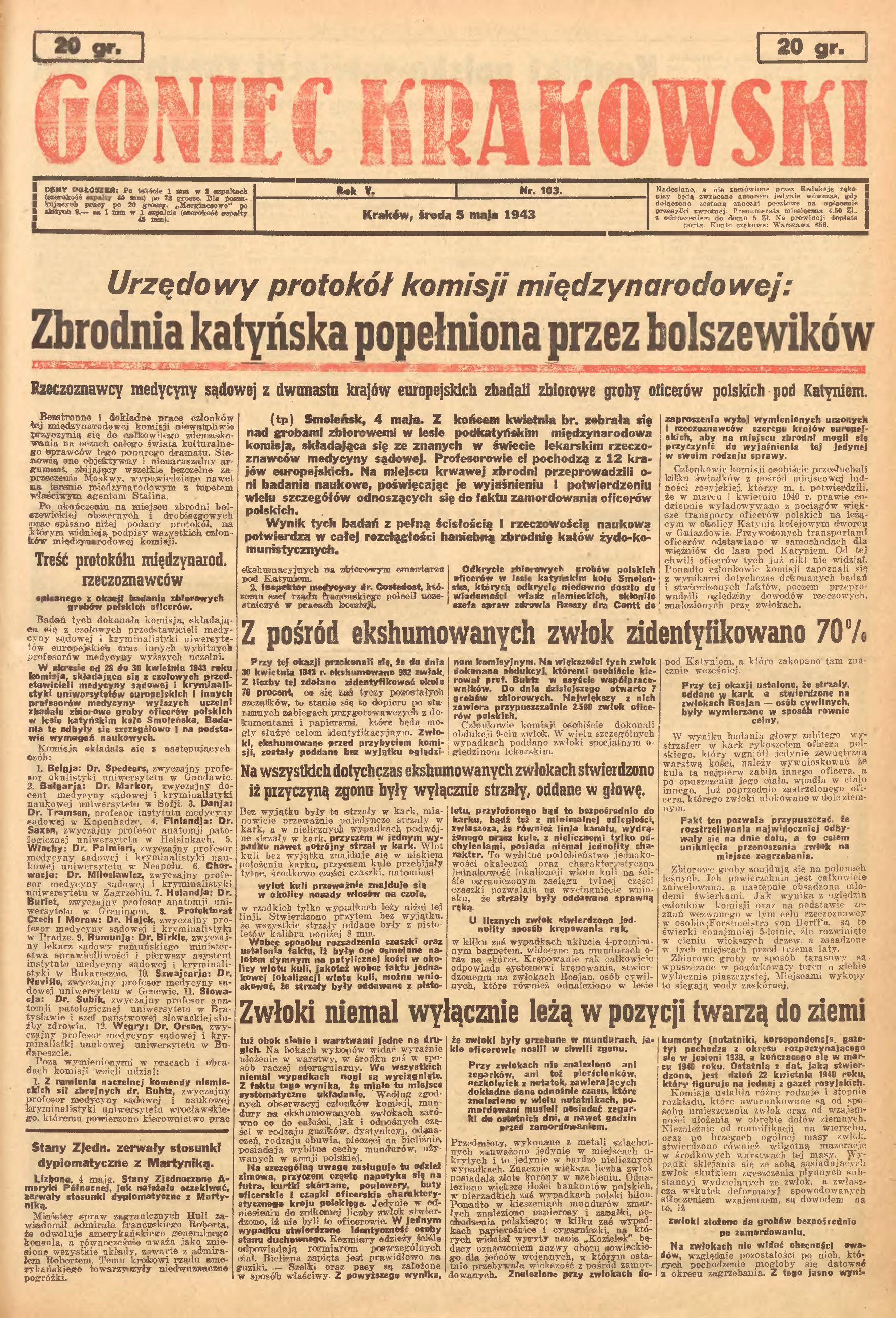
Nr 103, str. 1, protokół komisji międzynarodowej
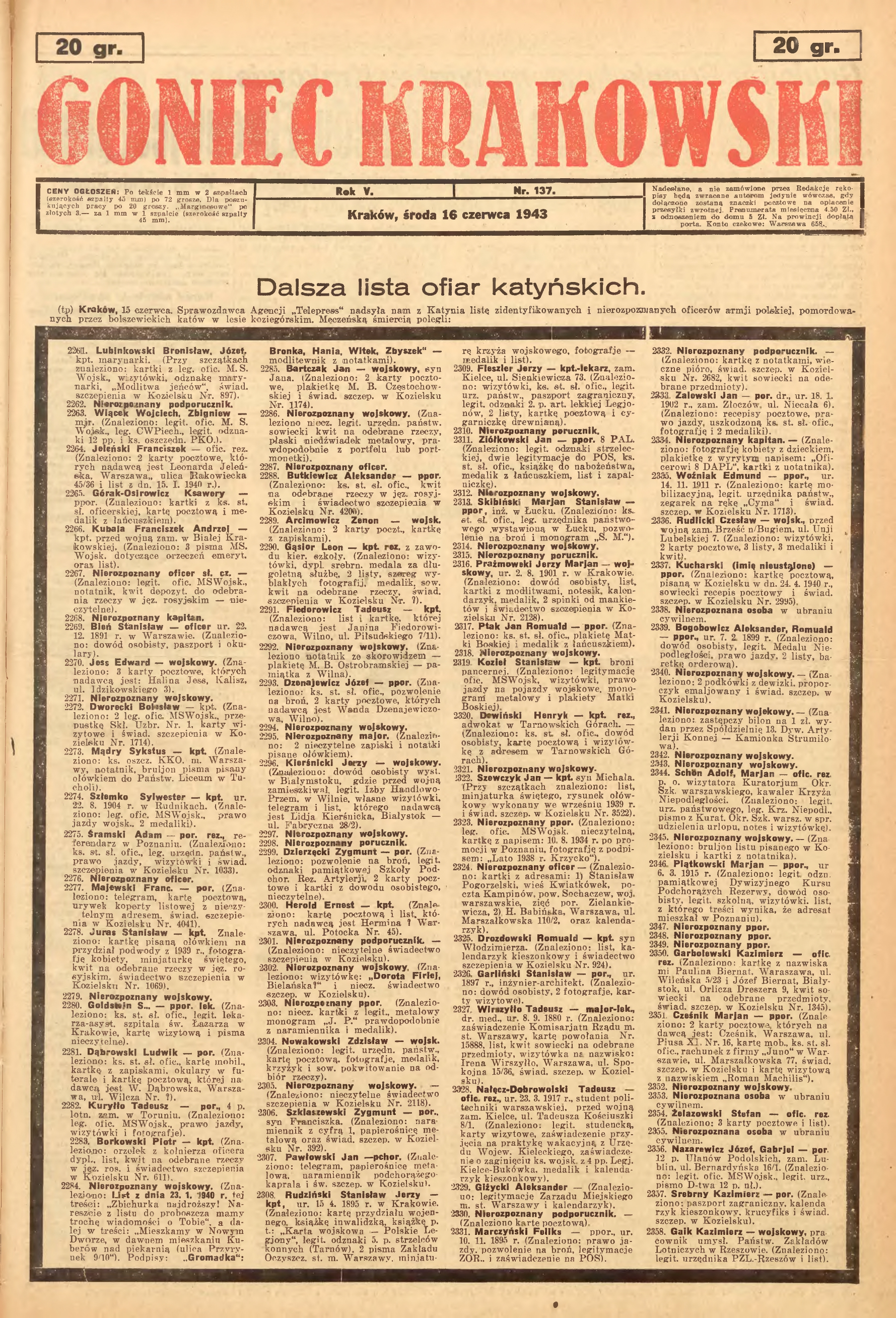
Nr 136, str. 1, cd. listy odnalezionych ofiar (na całą stronę)
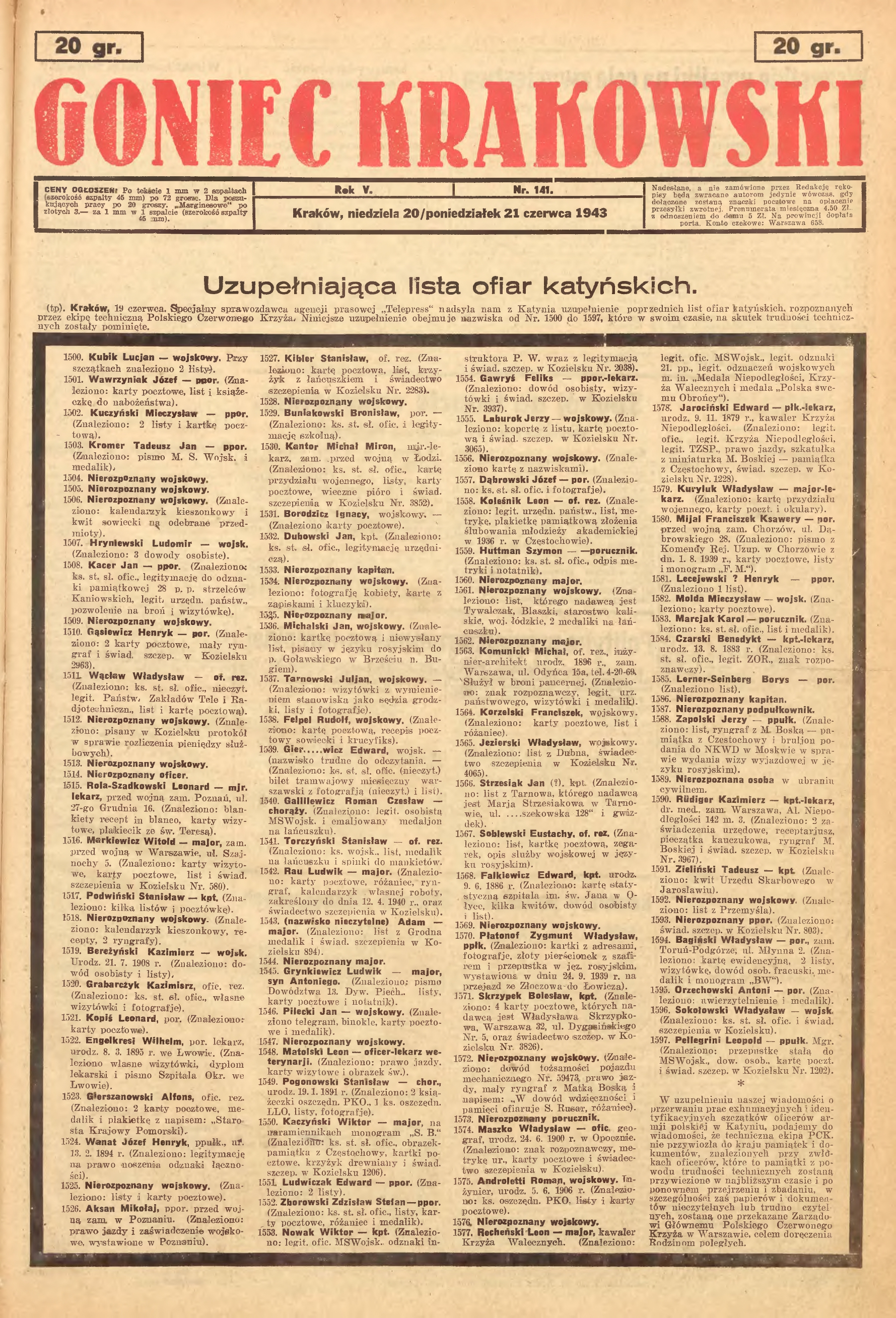
Nr 141, str. 1, cd. listy odnalezionych ofiar (na całą stronę)
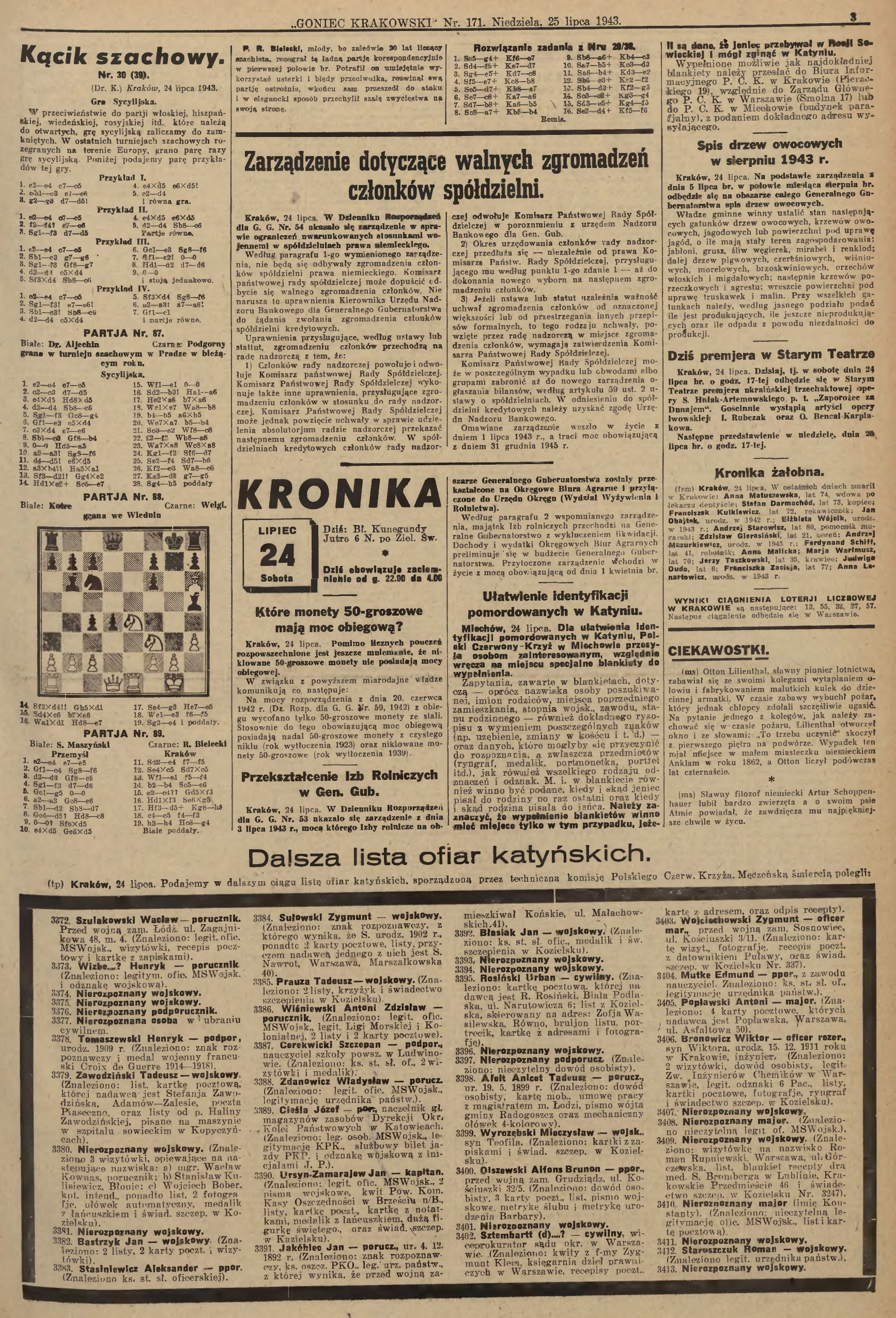
Nr 171, str. 3, cd. listy odnalezionych ofiar, informacja zepchnięta na str. 3 (temat stracił na wadze dla niemieckiej propagandy)